# Distoneura
Distoneura là một chi bướm đêm thuộc họ Geometridae.

## Các loài
- Distoneura marmorata (Warren, 1895)